# كين بويز
كين بويز (بالإنجليزية: Ken Boyes)‏ هو مدرب كرة قدم ولاعب كرة قدم بريطاني، ولد في 4 فبراير 1935 في سكاربورو في المملكة المتحدة، وتوفي بنفس المكان في 8 أغسطس 2010. لعب مع نادي سكاربورو ونادي يورك سيتي.